# (466556) 2014 SB323
(466556) 2014 SB323 es un asteroide perteneciente al cinturón de asteroides, descubierto el 3 de noviembre de 2004 por el equipo Spacewatch desde el Observatorio Nacional de Kitt Peak (Arizona, Estados Unidos).